# Hylodes
A Hylodes a kétéltűek (Amphibia) osztályába, a békák (Anura) rendjébe és a  Hylodidae családjába tartozó nem. Lehetséges, hogy parafiletikus csoportot alkot a Megaelosia nemmel. A nembe tartozó fajok Brazília endemikus fajai. Az ide tartozó békafajok nappal aktívak, általában sekély hegyi patakokban élnek.

## Rendszerezés
A nembe az alábbi fajok tartoznak:
- Hylodes amnicola Pombal, Feio & Haddad, 2002
- Hylodes asper (Müller, 1924)
- Hylodes babax Heyer, 1982
- Hylodes caete Malagoli, de Sá, Canedo & Haddad, 2017
- Hylodes cardosoi Lingnau, Canedo & Pombal, 2008
- Hylodes charadranaetes Heyer & Cocroft, 1986
- Hylodes dactylocinus Pavan, Narvaes & Rodrigues, 2001
- Hylodes fredi Canedo & Pombal, 2007
- Hylodes glaber (Miranda Ribeiro, 1926)
- Hylodes heyeri Haddad, Pombal & Bastos, 1996
- Hylodes japi Sá, Canedo, Lyra & Haddad, 2015
- Hylodes lateristrigatus (Baumann, 1912)
- Hylodes magalhaesi (Bokermann, 1964)
- Hylodes meridionalis (Mertens, 1927)
- Hylodes mertensi (Bokermann, 1956)
- Hylodes nasus (Lichtenstein, 1823)
- Hylodes ornatus (Bokermann, 1967)
- Hylodes otavioi Sazima & Bokermann, 1983
- Hylodes perere Silva & Benmaman, 2008
- Hylodes perplicatus (Miranda Ribeiro, 1926)
- Hylodes phyllodes Heyer & Cocroft, 1986
- Hylodes pipilans Canedo & Pombal, 2007
- Hylodes regius Gouvêa, 1979
- Hylodes sazimai Haddad & Pombal, 1995
- Hylodes uai Nascimento, Pombal & Haddad, 2001
- Hylodes vanzolinii Heyer, 1982